# Karnitin palmitoiltransferaza II
Karnitin O-palmitoiltransferaza 2, mitohondrijska je enzim koji je kod čoveka kodiran CPT2 genom.
Prekurzor karnitin palmitoiltransferaze II (CPT2) je nuklearni protein koji se transportuje do mitohondrijske unutrašnje membrane inner membrane. CPT2 zajedno sa karnitin palmitoiltransferazom I oksidizuje dugoloančane masne kiseline u mitohondrijama. Defekti ovog gena uzrokuje poremećaje u mitohondrijskoj oksidaciji dugolančanih masnih kiselina (LCFA) i deficijenciju karnitin palmitoiltrasferaze II.

## Literatura
- Bonnefont JP; Demaugre, F; Prip-Buus C;  . (2000). „Carnitine palmitoyltransferase deficiencies”. Mol. Genet. Metab. 68 (4): 424—440. PMID 10607472. doi:10.1006/mgme.1999.2938.
- van der Leij FR (2000). „Genomics of the human carnitine acyltransferase genes”. Mol. Genet. Metab. 71 (1–2): 139—153. PMID 11001805. doi:10.1006/mgme.2000.3055.
- Sigauke E, Rakheja D, Kitson K, Bennett MJ (2003). „Carnitine palmitoyltransferase II deficiency: a clinical, biochemical, and molecular review”. Lab. Invest. 83 (11): 1543—1554. PMID 14615409. doi:10.1097/01.LAB.0000098428.51765.83.
- Taroni F; Verderio, E; S, Fiorucci;  . (1992). „Molecular characterization of inherited carnitine palmitoyltransferase II deficiency”. Proc. Natl. Acad. Sci. U.S.A. 89 (18): 8429—8433. PMC 49933 . PMID 1528846. doi:10.1073/pnas.89.18.8429.
- Finocchiaro G; Taroni, F; M, Rocchi;  . (1992). „cDNA cloning, sequence analysis, and chromosomal localization of human carnitine palmitoyltransferase”. Proc. Natl. Acad. Sci. U.S.A. 88 (23): 10981—10981. PMC 53056 . PMID 1961767. doi:10.1073/pnas.88.23.10981.
- Finocchiaro G; Taroni, F; M, Rocchi;  . (1991). „cDNA cloning, sequence analysis, and chromosomal localization of the gene for human carnitine palmitoyltransferase”. Proc. Natl. Acad. Sci. U.S.A. 88 (2): 661—665. PMC 50872 . PMID 1988962. doi:10.1073/pnas.88.2.661.
- Finocchiaro G, Colombo I, DiDonato S (1991). „Purification, characterization and partial amino acid sequences of carnitine palmitoyl-transferase from human liver”. FEBS Lett. 274 (1–2): 163—166. PMID 2174799. doi:10.1016/0014-5793(90)81354-Q.
- Verderio E; Cavadini, P; L, Montermini;  . (1995). „Carnitine palmitoyltransferase II deficiency: structure of the gene and characterization of two novel disease-causing mutations”. Hum. Mol. Genet. 4 (1): 19—29. PMID 7711730. doi:10.1093/hmg/4.1.19.
- Britton CH; Schultz, RA; Zhang, B;  . (1995). „Human liver mitochondrial carnitine palmitoyltransferase I: characterization of its cDNA and chromosomal localization and partial analysis of the gene”. Proc. Natl. Acad. Sci. U.S.A. 92 (6): 1984—1988. PMC 42407 . PMID 7892212. doi:10.1073/pnas.92.6.1984.
- Gellera C; Verderio, E; G, Floridia;  . (1995). „Assignment of the human carnitine palmitoyltransferase II gene (CPT1) to chromosome 1p32”. Genomics. 24 (1): 195—197. PMID 7896283. doi:10.1006/geno.1994.1605.
- Montermini L; Wang, H; E, Verderio;  . (1994). „Identification of 5' regulatory regions of the human carnitine palmitoyltransferase II gene”. Biochim. Biophys. Acta. 1219 (1): 237—40. PMID 8086471.
- Maruyama K, Sugano S (1994). „Oligo-capping: a simple method to replace the cap structure of eukaryotic mRNAs with oligoribonucleotides”. Gene. 138 (1–2): 171—174. PMID 8125298. doi:10.1016/0378-1119(94)90802-8.
- Taroni F; Verderio, E; F, Dworzak;  . (1993). „Identification of a common mutation in the carnitine palmitoyltransferase II gene in familial recurrent myoglobinuria patients”. Nat. Genet. 4 (3): 314—320. PMID 8358442. doi:10.1038/ng0793-314.
- Verderio E; Cavadini, P; M, Pandolfo;  . (1993). „Two novel sequence polymorphisms of the human carnitine palmitoyltransferase II (CPT1) gene”. Hum. Mol. Genet. 2 (3): 334—334. PMID 8499929. doi:10.1093/hmg/2.3.334.
- Bonnefont JP; Taroni, F; P, Cavadini;  . (1996). „Molecular analysis of carnitine palmitoyltransferase II deficiency with hepatocardiomuscular expression”. Am. J. Hum. Genet. 58 (5): 971—8. PMC 1914604 . PMID 8651281.
- Suzuki Y; Yoshitomo-Nakagawa K; Maruyama, K;  . (1997). „Construction and characterization of a full length-enriched and a 5'-end-enriched cDNA library”. Gene. 200 (1–2): 149—156. PMID 9373149. doi:10.1016/S0378-1119(97)00411-3.
- Wataya K; Akanuma, J; P, Cavadini;  . (1998). „Two CPT2 mutations in three Japanese patients with carnitine palmitoyltransferase II deficiency: functional analysis and association with polymorphic haplotypes and two clinical phenotypes”. Hum. Mutat. 11 (5): 377—386. PMID 9600456. doi:10.1002/(SICI)1098-1004(1998)11:5<377::AID-HUMU5>3.0.CO;2-E.
- Yang BZ; Ding, JH; Dewese, T;  . (1998). „Identification of four novel mutations in patients with carnitine palmitoyltransferase II (CPT II) deficiency”. Mol. Genet. Metab. 64 (4): 229—236. PMID 9758712. doi:10.1006/mgme.1998.2711.
- Taggart RT, Smail D, Apolito C, Vladutiu GD (1999). „Novel mutations associated with carnitine palmitoyltransferase II deficiency”. Hum. Mutat. 13 (3): 210—220. PMID 10090476. doi:10.1002/(SICI)1098-1004(1999)13:3<210::AID-HUMU5>3.0.CO;2-0.
- Nicholas C. Price; Lewis Stevens (1999). Fundamentals of Enzymology: The Cell and Molecular Biology of Catalytic Proteins (Third изд.). USA: Oxford University Press. ISBN 019850229X.
- Eric J. Toone (2006). Advances in Enzymology and Related Areas of Molecular Biology, Protein Evolution (Volume 75 изд.). Wiley-Interscience. ISBN 0471205036.
- Branden C; Tooze J. Introduction to Protein Structure. New York, NY: Garland Publishing. ISBN 0-8153-2305-0.
- Irwin H. Segel. Enzyme Kinetics: Behavior and Analysis of Rapid Equilibrium and Steady-State Enzyme Systems (Book 44 изд.). Wiley Classics Library. ISBN 0471303097.